# Dubai Desert Classic 2013
De Dubai Desert Classic 2013 - officieel de Omega Dubai Desert Classic 2012 - was een golftoernooi, dat liep van 31 januari tot en met 3 februari 2013 en werd gespeeld op de Emirates Golf Club in Dubai. Het toernooi maakte deel uit van de Europese PGA Tour 2013 en het totale prijzengeld bedroeg € 1.925.000.
Titelverdediger was Rafael Cabrera Bello die in 2012 het toernooi won met 18 slagen onder par.
De golfbaan is de oudste in Dubai. Toen hij in 1988 werd aangelegd, was het een groene plek midden in de woestijn, waar duizenden liters water dagelijks gebruikt werden om dat resultaat te bereiken. Het clubhuis kreeg de vorm van een bedoeïenen-tent, met een in de zon schitterende zwart-wit geblokte marmeren rand. De club heeft nu twee 18 holesbanen en een jachtclub. Inmiddels is er veel omheen gebouwd. 

## Verslag

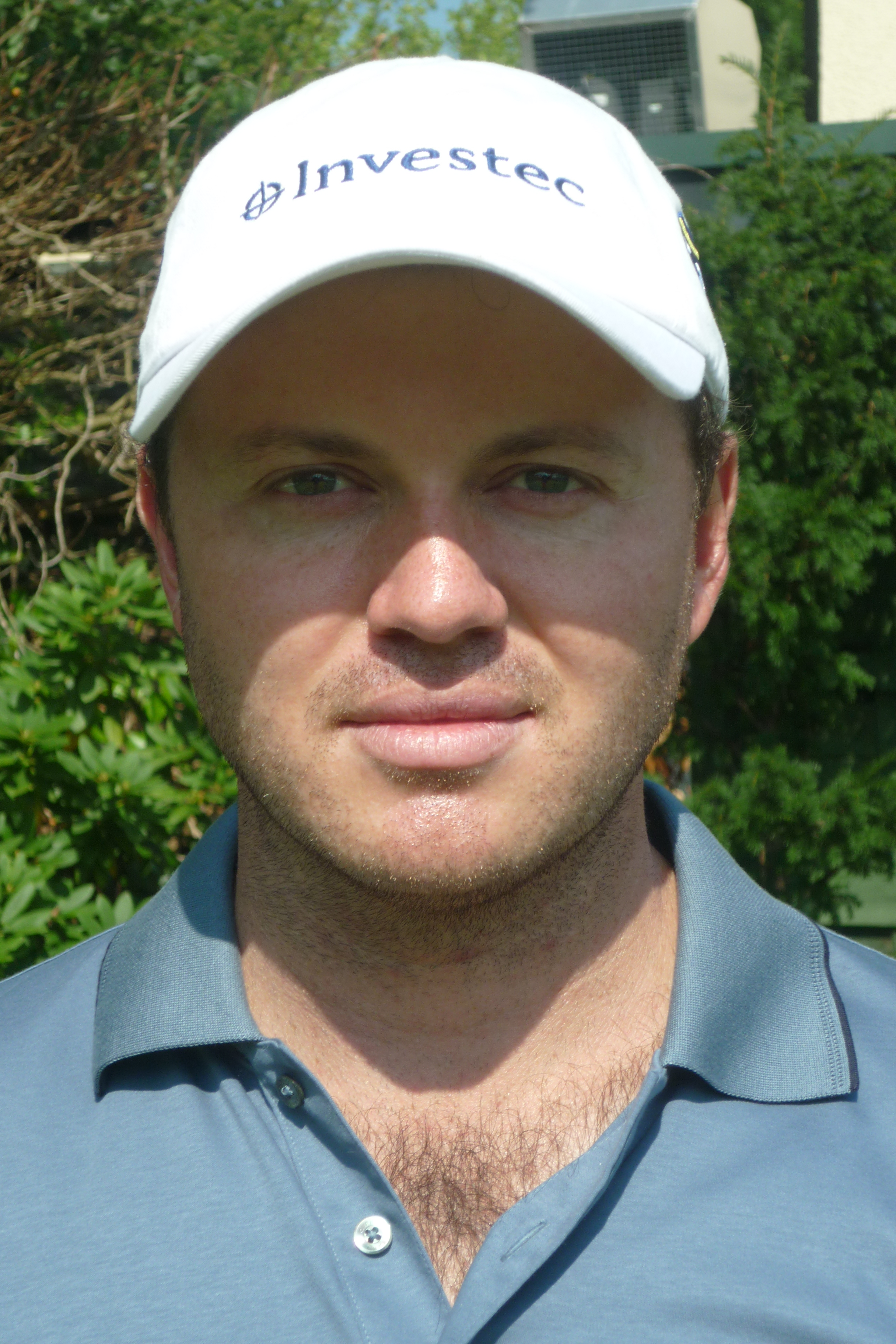
Richard Sterne, leider R1 en R2

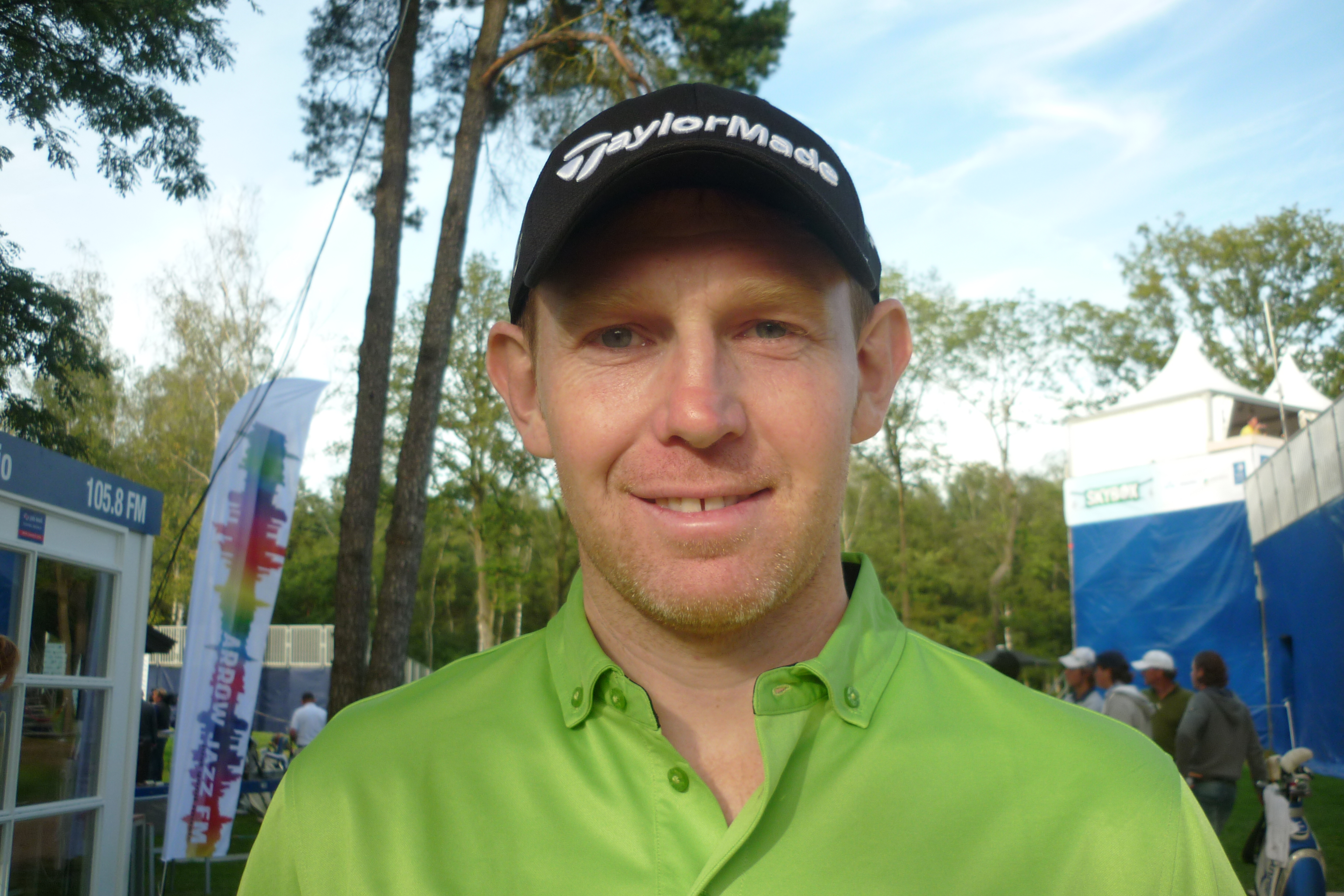
Stephen Gallacher

### Ronde 1
De scores waren van ongekend niveau, 94 spelers speelden onder par. Zeven van de 12 eagles werden op hole 13 gemaakt. Richard Sterne speelde een ronde van -10 en ging aan de leiding, Stephen Gallacher speelt dit toernooi voor de twintigste keer, waarbij zijn beste resultaat een tweede plaats was in 2012; hij bezet met -9 na ronde 1 ook de tweede plaats. 

### Ronde 2
De scores voor ronde twee waren gelijkmatiger, de beste rondes waren voor David Horsey, Jbe' Kruger en Thorbjørn Olesen met een score van 66. Richard Sterne bleef aan de leiding, maar de tweede plaats werd gedeeld door Olesen, Fleetwood en nog steeds Gallacher. De cut was -3.

### Ronde 3
Stephen Gallacher maakte op hole 9 zijn vierde birdie en kwam daarmee aan de leiding met een totaal van -15. Vier holes later had hij nog twee birdies en een eagle gemaakt, en had hij drie slagen voorsprong op Richard Sterne. Het verschil liep even terug naar twee slagen, maar Gallacher eindigde met een eagle vanuit een bunker en een totaal van -21. Zijn ronde van 62 was zijn record sinds hij op de Europese Tour speelt. Olesen was tot hole 12 de enige speler die dit toernooi nog geen bogey had gemaakt. Hij eindigde met een totaal van -16 op de derde plaats. Felipe Aguilar en Jeev Milkha Singh delen met -14 de vierde plaats.

### Ronde 4
De laatste partij bestond uit Sterne en Gallacher, die na drie holes beiden op -20 stonden. Daarna werden er enkele birdies en bogeys gemaakt en na hole 13 stonden ze weer allebei op -20. Daarna ontnam Sterne zichzelf een kans op de overwinning door twee bogeys te maken terwijl Galacher een eagle op hole 16 maakte. Met drie slagen voorsprong begon Gallacher de laatste hole, het werd zijn tweede overwinning op de Europese Tour. Lee Westwood maakte een ronde van -5 en klom daardoor naar de vijfde plaats.
| Naam               | Score R1 | Score R1 | Nr  | Score R2 | Score R2 | Totaal | Nr  | Score R3 | Score R3 | Totaal | Nr  | Score R4 | Score R4 | Totaal | Nr  |
| ------------------ | -------- | -------- | --- | -------- | -------- | ------ | --- | -------- | -------- | ------ | --- | -------- | -------- | ------ | --- |
| Stephen Gallacher  | 63       | -9       | 2   | 70       | -2       | -11    | T2  | 62       | -10      | -21    | 1   | 71       | -1       | -22    | 1   |
| Richard Sterne     | 62       | -10      | 1   | 70       | -2       | -12    | 1   | 66       | -6       | -18    | 2   | 71       | -1       | -18    | 2   |
| Thorbjørn Olesen   | 67       | -5       | T12 | 66       | -6       | -11    | T2  | 67       | -5       | -16    | 3   | 71       | -1       | -17    | T3  |
| Felipe Aguilar     | 68       | -4       | T   | 68       | -4       | -8     | T   | 66       | -6       | -14    |     | 69       | -3       | -17    | T3  |
| Tommy Fleetwood    | 65       | -7       | T3  | 68       | -4       | -11    | T2  | 69       | -3       | -14    | T4  | 72       | par      | -14    | T10 |
| Robert-Jan Derksen | 68       | -4       | T22 | 72       | par      | -4     | T51 | 69       | -3       | -7     | T38 | 70       | -2       | -9     | T30 |
| Maarten Lafeber    | 69       | -3       | T43 | 71       | -1       | -4     | T51 | 71       | -1       | -5     | T54 | 71       | -1       | -6     | T51 |
| Joost Luiten       | 72       | par      | T94 | 72       | par      | par    | MC  |          |          |        |     |          |          |        |     |

| Leider |  | Toernooirecord |  | MC = missed cut = cut gemist |  | DQ = disqualified |

## Spelers
| - Felipe Aguilar - Fredrik Andersson Hed - Matthew Baldwin - Thomas Bjørn - Rafa Cabrera Bello - Thomas Bjørn - Richard Bland - Grégory Bourdy - Kristoffer Broberg - James Busby - Rafa Cabrera Bello - Michael Campbell - Jorge Campillo - Alejandro Cañizares - Paul Casey - Christian Cévaër - SSP Chowrasia - Robert Coles - Robert-Jan Derksen (2003) - Chris Doak - Andrew Dodt - Jamie Donaldson - David Drysdale - Victor Dubuisson - Simon Dyson - Johan Edfors - Niclas Fasth - Darren Fichardt - Richard Finch - Oliver Fisher - Tommy Fleetwood - Mark Foster - Marcus Fraser | - Lorenzo Gagli - Stephen Gallacher - Sergio García - Ignacio Garrido - Jean-Baptiste Gonnet - Ricardo González - Richard Green (1997) - Emiliano Grillo - Todd Hamilton - Anders Hansen - JB Hansen - Andreas Hartø - Grégory Havret - Scott Henry - Michael Hoey - Keith Horne - David Horsey - David Howell (1999) - Mikko Ilonen - Raphaël Jacquelin - Thongchai Jaidee - Scott Jamieson - Alexandre Kaleka - Simon Khan - Maximilian Kieffer - Søren Kjeldsen - Espen Kofstad - Jbe' Kruger - Maarten Lafeber - José Manuel Lara - Pablo Larrazábal - Peter Lawrie - Craig Lee | - Thomas Levet - Tom Lewis - Gary Lockerbie - Shane Lowry - Joost Luiten - Mikael Lundberg - Matteo Manassero - Gareth Maybin - Paul McGinley - Damien McGrane - Prom Meesawat - Edoardo Molinari - Colin Montgomerie - James Morrison - Garth Mulroy - Alexander Norén - José María Olazábal (1998) - Thorbjørn Olesen - Hennie Otto - Chris Paisley - John Parry - Eddie Pepperell - Richie Ramsay - Robert Rock - Brett Rumford - Ricardo Santos - Marcel Siem - Jeev Milkha Singh - Joel Sjöholm - Lee Slattery - Henrik Stenson - Richard Sterne - Alessandro Tadini | - Jaco Van Zyl - Simon Wakefield - Anthony Wall - Paul Waring - Marc Warren - Romain Wattel - Steve Webster - Lee Westwood - Peter Whiteford - Martin Wiegele - Bernd Wiesberger - Danny Willett - Chris Wood - Fabrizio Zanotti Invitaties - Matthew Nixon - Seve Benson - Mark O'Meara - Seung-Yul Noh - Faycal Serghini - Ross Bain - Barry Lane - Ben Curtis Regionale Order of Merit - Stephen Dodd - Zane Scotland - William Harrold - Muhammad Munir - Massanori Kobayashi Amateurs - Michael Harradine - Max Williams |